# 타티아나 킴
타티야나 블라디미로브나 김 (러시아어: Татья́на Влади́мировна Ким; 1975년 10월 16일 출생), 이전에 타티야나 블라디미로브나 바칼추크(러시아어: Татья́на Влади́мировна Бакальчу́к)로 알려진 그녀는 러시아 기업가이자 러시아 최대 온라인 소매업체인 Wildberries의 설립자 겸 CEO이며, 러시아 최초의 자수성가한 여성 억만장자이다. 2024년 7월 현재, 포브스는 그녀의 순자산을 74억 달러로 추정했다.

## 초기 생애
타티야나 김은 1975년 10월 16일 고려인 가정에서 태어났다. 그녀는 모스크바주에서 학교를 마치고 콜롬나 대학교를 졸업했다. 모스크바로 이주하여 디자이너로서 교육을 계속할 계획이었지만, 1998년 러시아 금융 위기가 러시아를 강타하자 계획을 포기하고 영어 교사로 돌아와야 했다. 타티야나 바칼추크는 영어 교사였다.
2000년대 초, 그녀는 미래의 남편인 기업가이자 Utech ISP의 설립자인 블라디슬라프 바칼추크를 만났다. 2004년, 첫 아이를 낳은 후, 바칼추크는 Wildberries를 설립했는데, 초기에는 오토와 퀼레 카탈로그에서 의류를 재판매하는 데 주력했다.
회사의 공식 역사에 따르면, 바칼추크는 자본, 경험, 전문 교육 없이 사업을 시작했다. 그러나 그녀는 남편 블라디슬라프 바칼추크로부터 초기 자본을 얻었다. 특히, 이 금액은 수백만 달러로 추정된다. 그 직전에 그는 인터넷 제공업체인 UTech를 가스프롬방크에 750만 달러에 매각했다.
벨의 소식통은 바칼추크 부부가 처음에는 오토나 퀼레 카탈로그에서만 옷을 판매한 것이 아니라고 주장한다. 즉, 그들은 비히노-줄레비노 구역의 "다이너마이트" 쇼핑센터에 있는 중고 상점에서도 의류를 판매했다. 이 상점은 아웃렛으로 유럽에서 온 1000가지 모델의 중고 의류를 판매한다고 홍보되었다. 일부 품목은 웹페이지를 통해서도 유통되었다. 2003년, 쇼핑센터 주소는 바칼추크와 파데예프의 UT 디자인 스튜디오가 만든 D-Luxe 카탈로그의 연락처에 기재되어 있었다. 이에 반해, Wildberries는 중고 상점이 회사와 관련이 없다고 주장한다.

## 경력
2006년까지 Wildberries는 모스크바 지역 밀코보에 사무실을, 택배 기사, 전화 상담원, IT 팀을 갖추게 되었다. 그 무렵 회사는 소규모 지역 유럽 브랜드 의류와 유명 브랜드의 오래된 컬렉션 재고를 판매하기 시작했다. Wildberries는 러시아 전자상거래 기업 중 최초로 고정 배송료와 무료 시착을 제공하고, 피팅룸이 있는 픽업 지점 네트워크를 구축했다. 2020년까지 회사는 7,000개 이상의 픽업 지점을 운영했다.
2014~2015년 러시아 경제 위기 동안 Wildberries는 플랫폼 사업 모델(아마존이 사용하는 모델)로 전환했다. 회사는 코로나19 범유행 (2020년 시작) 기간 동안 온라인 주문의 급증으로 이득을 보았다.
또한, 타티야나 바칼추크는 2018년 키프로스에 Wildberries Holdings Ltd를 설립했다.
타티야나와 블라디슬라프 바칼추크가 와일드베리즈를 소유하고 있다. 2022년 데이터 인사이트 보고서에 따르면, 와일드베리즈는 러시아에서 가장 큰 전자상거래 상점이었다. 2019년, 이 회사의 가치는 10억 달러로 추정되어 바칼추크는 러시아에서 두 번째로 억만장자가 된 여성이 되었고, 2020년까지 그녀는 14억 달러의 순자산으로 러시아에서 가장 부유한 여성이 되었다. 포브스 미국판은 바칼추크를 가장 주목할 만한 신흥 억만장자 중 한 명으로 선정했다. 2021년까지 그녀의 재산은 2020년 대비 800% 증가하여 130억 달러에 달했다. 데니스 만투로프와 미하일 미슈스틴이 와일드베리즈의 후원자라고 알려져 있다.
만투로프가 이끄는 러시아 산업통상부는 2020년 러시아 마켓플레이스의 물류 비용을 보조금으로 지급하는 정부령 초안을 작성했다. 외국인 주주가 없다는 것이 정부 지원을 받는 주요 조건이었다. 결과적으로 이 기준을 충족할 수 있는 마켓플레이스는 와일드베리즈 한 곳뿐이었다.
또한, 2020년 타티야나 바칼추크는 삼벨 카라페티안의 타시르 홀딩스가 이전에 지배했던 스탠더드-크레딧 은행을 인수했다. 이 은행은 와일드베리즈 은행으로 이름이 변경되었다. "Banki.ru" 웹페이지 정보에 따르면, 같은 해 10월-11월에 이 은행의 순자산은 3,140만 루블 감소했고, 대출 포트폴리오는 거의 2,350만 루블 감소했다. 게다가 "은행 분석" 웹사이트에 따르면, 2022년 초 스탠더드-크레딧의 자산 중 65% 이상이 대출로 구성되어 있었다. 일부 언론은 은행 인수가 부채에 시달리는 소매업체에서 현금을 인출하기 위해 필요했다고 주장한다.
2021년부터 2022년까지 바칼추크는 전적으로 친크렘린 은행인 VTB 은행의 감독 이사회 위원이었다. 2021년 12월, 그녀는 전러시아 인민전선에 합류했다.
2021년 러시아 디지털 개발 통신 언론부는 선탑재 애플리케이션 목록에 전자상거래를 포함한 4가지 새로운 카테고리를 추가했다. 제시된 기준을 충족할 수 있는 것은 Wildberries뿐이었다.
2022년, 산업통상부는 온라인 시장인 Wildberries가 위조품을 판매한다고 공개적으로 밝혔다.
러시아의 우크라이나 침공이 발발한 후, 바칼추크는 연방반독점원과의 병행 수입 (상표권 소유자의 허가 없이 해외에서 제품을 수입하는 것) 합법화에 대한 논의에 개인적으로 참여한 것으로 알려졌다.
Wildberries의 매출은 2022년에 증가했다. 2021년과 비교하여 98% 성장하여 1조 6690억 루블에 달했다. 이 금액은 2022년 러시아 온라인 상거래 전체 매출의 3분의 1에 해당한다.
2023년 4월, 타티야나 바칼추크는 러시아 광고에서 외국어 사용이 금지됨에 따라 Wildberries 대신 새로운 러시아어 브랜드를 찾고 있다고 발표했다. 2022년, 이 마켓플레이스는 마케팅 캠페인의 일환으로 하루 동안 웹사이트 이름을 Yagodki로 변경했다.

### 배우자와의 기업 분쟁
2024년 6월, 와일드베리즈는 러시아 최대 광고 운영사인 Russ와의 합병을 발표했다. 2024년 7월 21일, 체첸 공화국 수장인 람잔 카디로프는 자신의 텔레그램 채널에서 블라디슬라프 바칼추크가 자신을 방문하여 “가족 내에서, 그리고 가족이 설립한 사업에서 심각한 문제”에 대해 불평했다고 밝혔다. 바칼추크에 따르면, 그와 카디로프는 “친구였고 정기적으로 연락을 주고받았다”고 한다. 카디로프는 바칼추크가 갈등에 대해 자세히 설명하는 비디오를 공개했다.
카디로프는 이 상황을 적대적 인수라고 부르며 국가 지도부에 정보를 전달하겠다고 약속했다. 타티야나 바칼추크는 자신의 텔레그램 채널에 성명을 발표했다: “이것은 적대적 인수가 아닙니다. 이것은 이혼입니다. 처음부터 모든 것이 블라디슬라프와 합의되었습니다. 그는 합병된 회사의 새로운 구조를 최고 경영진에게 발표하는 자리에 직접 참석했습니다.”라고 그녀는 썼다.
포브스 소식통에 따르면 블라디슬라프 바칼추크는 7월 초 회사를 떠났다. 2024년 7월 24일, 블라디슬라프 바칼추크는 이혼 합의 시 회사 지분의 50%를 요구할 의사가 있다고 밝혔다.
4월 17일, 모스크바 사벨롭스키 지방법원은 블라디슬라프 바칼추크와의 재산 분할 소송에서 타티야나 김(타티야나 바칼추크의 법적 이름)에게 유리한 판결을 내렸다. 판사는 김의 주장을 지지하고 바칼추크의 LLC Wildberries 지분 1%를 김에게 귀속시켜 그녀를 회사 100%의 단독 소유자로 만들었다. 그녀는 또한 LLC Wildberries Bank의 100% 소유권과 개인 계좌에 있는 모든 자금을 유지했다.

## 제재
2021년, 우크라이나 정부는 러시아 군복과 반우크라이나 문학을 판매한 혐의로 타티야나와 블라디슬라프 바칼추크, 그리고 Wildberries에 대해 제재를 가했다.
2022년 러시아의 우크라이나 침공 이후, 폴란드는 바칼추크가 VTB 은행과 연관되어 있다는 이유로 Wildberries와 바칼추크를 제재 목록에 추가했다.

## 포브스 순위
타티야나 바칼추크는 러시아에서 가장 부유한 여성이다. 옐레나 바투리나와 함께 그녀들은 이 나라의 유일한 두 명의 여성 억만장자이다. 2021년 12월, 포브스는 Wildberries 전자상거래 플랫폼의 99퍼센트를 소유한 타티야나 바칼추크를 전 세계 억만장자 중 재산 성장 역동성 선두주자로 선정했다. 2021년에 그녀의 사업은 1,000퍼센트 이상 성장했다. 2019년 12월 31일까지 타티야나는 단독 소유주였지만, 이후 남편 블라디슬라프 바칼추크에게 1%를 양도하여, 그들의 가족을 러시아 최고 부자 가족 순위에서 로텐베르그를 제치고 1위로 끌어올렸다. 전문가들에 따르면, 재산 지분 양도는 순전히 기술적인 것이다. 러시아 법률에 따르면, 단독 소유주가 있는 조직은 100% 자회사를 설립할 수 없다. 회사의 공동 소유는 Wildberries가 간소화된 절차로 자회사를 설립하여 더 성공적인 기업 구조를 구축할 수 있도록 할 것이다.

## 사생활
2000년대 초, 그녀는 블라디슬라프 바칼추크를 만났고, 한 달 반 후에 결혼했다. 그들은 함께 일곱 명의 자녀를 두고 있다. 2024년 7월, 그녀의 남편은 Wildberries의 Russ 그룹과의 합병 발표가 회사에 해롭다고 주장하며 아내와의 분쟁에 람잔 카디로프의 도움을 요청했고, 그 달 말 그녀는 이혼 소송을 제기했다. 같은 해 9월, 블라디슬라프는 무장 괴한들과 함께 와일드베리즈의 모스크바 본사를 습격한 후 발생한 총격전으로 살인 혐의로 체포되었다. 이 사건 이후, 타티야나는 자신의 본래 성으로 돌아갈 것이라고 발표했다. 그들의 이혼은 2025년에 최종 확정되었다.
바칼추크에게는 마리아 안드레예바(결혼 전 성 김)라는 여동생이 있다. 그녀의 소셜 네트워크 정보에 따르면 안드레예바는 Wildberries에서 일하며, 20세의 알비나 초이라는 또 다른 여동생이 있다. 또한 초이는 막심과 나데즈다 김을 가까운 친척으로 명시했다. 이들 또한 Wildberries 직원이다.
타티야나 바칼추크의 오빠 유리 초이는 스타프로피의 전 CEO이다. 그는 로스네프트 부사장이자 유리 루시코프의 전 대변인인 세르게이 초이의 조카이다. 세르게이 초이의 아내 안나 김은 아니타 초이라는 예명으로 알려져 있다. 그녀는 로스네프트 회장 이고르 세친의 가족 친구로 알려져 있다.